# Valerio (console 432)
Valerio o Valeriano (latino: Valerius; Atene, ... – ...; fl. 421-455) è stato un politico romano dell'Impero d'Oriente, fratello dell'imperatrice Elia Eudocia.

## Biografia
Nativo di Atene, era figlio del filosofo sofista e pagano Leonzio, Valerio aveva un fratello, Gessio, e una sorella Atenaide. Nel 421 Atenaide (mutato il proprio nome in Elia Eudocia) sposò l'imperatore d'Oriente Teodosio II; l'imperatrice concesse molti favori ai fratelli.
Valerio fu prima comes rerum privatarum (425), poi comes sacrarum largitionum (427); ascese al consolato nel 432, per poi essere nominato magister officiorum nel 435 dietro intercessione della sorella.
Nel 455 scrisse alla sorella, che si trovava a Gerusalemme, invitandola ad abbandonare la corrente cristologica di Eutiche e di tornare al credo niceno, cui evidentemente Valerio apparteneva.